# WEYI-TV
WEYI-TV는 미국 미시간주의 Flint, Saginaw, Bay City 관할 방송국으로 NBC 계열이다. 1951년에 개국했다.

## 연혁
개국 당시에는 CBS 소속이었다. 호출부호 역시 WKNX-TV였다. 그러다 1996년 NBC 소속으로 변경되어 현재에 이른다.

## 뉴스 프로그램
- TV-25 News (1960년대-1980년대)
- 25 News (1980년대~1990년대 초반)
- WEYI-witness News (1990년대 초반~1990년대 중반)
- NBC 25 News (1990년대 후반~2002/2006~현재)
- NewsCenter 25 (2002~2006)

Nbc 25 news 2006 2019
Mid Michigan Now 2019